# Španělská finanční krize 2008–2014
Španělská finanční krize v letech 2008–2014, známá také jako Velká recese ve Španělsku nebo Velká španělská deprese, začala v roce 2008 během světové finanční krize v letech 2007–08 a plynule přešla v roce 2012 ve španělský podíl na dluhové krizi v eurozóně, kdy země nebyla sama schopna zachránit svůj finančnický sektor a musela požádat o záchranný balíček ve výši 100 miliard eur v rámci Evropského stabilizačního mechanismu (ESM).
Španělské krize začala bublinou na trhu s nemovitostmi, prudce dynamizovaného ideálem soukromovlastnického bydlení. Bublina byla záludná v tom, že vytvářela iluzi dobrého hospodaření státu, neboť narůstající daňové příjmy z rychle se rozvíjejících investic do nemovitostí a stavebnictví držely příjmy španělské vlády v přebytku, a to i přes silný nárůst výdajů, a to až do roku 2007. K dalším příčinám krize bývá počítána deregulační politika španělské vlády, která uvolnila dohled nad finančním sektorem, a tím umožnila bankám porušovat standardy Rady pro mezinárodní účetní standardy. Španělské banky tak dokázaly skrýt ztráty a kolísání zisků, uvádět v omyl regulátory, analytiky a investory, a takto krýt problematičnost španělské realitní bubliny.
O tom, jestli některé klasické ekonomické ukazatele indikovaly blížící se krizi před rokem 2007, ekonomové vedou spory, nicméně uvádí se velký obchodní deficit, ztráta konkurenceschopnosti, nadprůměrná míra inflace, rychlý růst cen domů a rostoucí rodinné zadlužení. 
Výsledky prasknutí bubliny v roce 2008 (v důsledku vypuknutí globální krize, rovněž s kořeny na realitním trhu, byť americkém) byly pro Španělsko zničující. Následoval silný ekonomický pokles, prudký nárůst nezaměstnanosti, masivní ekonomická emigrace, a bankroty řady velkých společností. Během třetího čtvrtletí roku 2008 se hrubý domácí produkt (HDP) poprvé za 15 let snížil a v únoru 2009 Španělsko oficiálně vstoupilo do recese. Ekonomika se v roce 2009 propadla o 3,7 % a v roce 2010 opět o 0,1 %. V roce 2011 vzrostla o 0,7 % a zdálo se, že z nejhoršího je Španělsko venku. Avšak v 1. čtvrtletí 2012 bylo Španělsko opět oficiálně v recesi a octlo se v krizi dluhové.
Poskytnutí záchranných půjček z fondů eurozóny až do výše 100 miliard eur na rekapitalizace bank bylo schváleno ministry financí eurozóny dne 9. června 2012. Od října 2012 tzv. Trojka (Evropská komise, Evropská centrální banka a Mezinárodní měnový fond) přitlačila Španělsko k přijetí programu hospodářské obnovy jako podmínky poskytování dalších půjček z ESM. 
Zlomový bod pro španělskou státní dluhovou krizi nastal 26. července 2012, kdy prezident ECB Mario Draghi prohlásil, že ECB je „připravena udělat cokoliv, aby zachovala euro“. Program přímých měnových transakcí ECB (neomezené nákupy krátkodobých státních dluhopisů) odrazil spekulativní investorské útoky na španělský státní dluh a úroky desetiletých dluhopisů byly nejprve stlačeny pod úroveň 6% a přiblížily se pětiprocentní úrovni do konce roku 2012. Tím byla španělská dluhová situace stabilizována. O překonání krize se začalo hovořit okolo roku 2014, v roce 2017 se španělská ekonomika vrátila k předkrizové dynamice.